# Tiponite
Tiponite ou Tipwonit est un petit fleuve côtier français de Nouvelle-Calédonie, en Province Nord, qui se jette dans la baie du Vieux-Touho, sur la côte nord-est de la Grande Terre.

## Géographie
L'ensemble de son cours est situé sur le territoire de la commune de Touho, entre la tribu de Vieux Touho et le village centre de Touho. Sa longueur est de 8 km.

### Organisme gestionnaire
L'organisme gestionnaire est la DAVAR ou Direction des Affaires Vétérinaires, Alimentaires et Rurales, par son service de l'eau créée en 2012, avec deux poles le PPRE pôle de protection de la ressource en eau et le PMERE pôle mesures et études de la ressource en eau,.

## Affluents
- Tipupuo (rg[note 3]).

## Hydrologie
Son régime hydrologique est dit pluvial tropical.

## Aménagements et écologie
La route nationale RPN10 ou Route Provinciale Nord 10 la traverse à son embouchure.